# Barry Barish

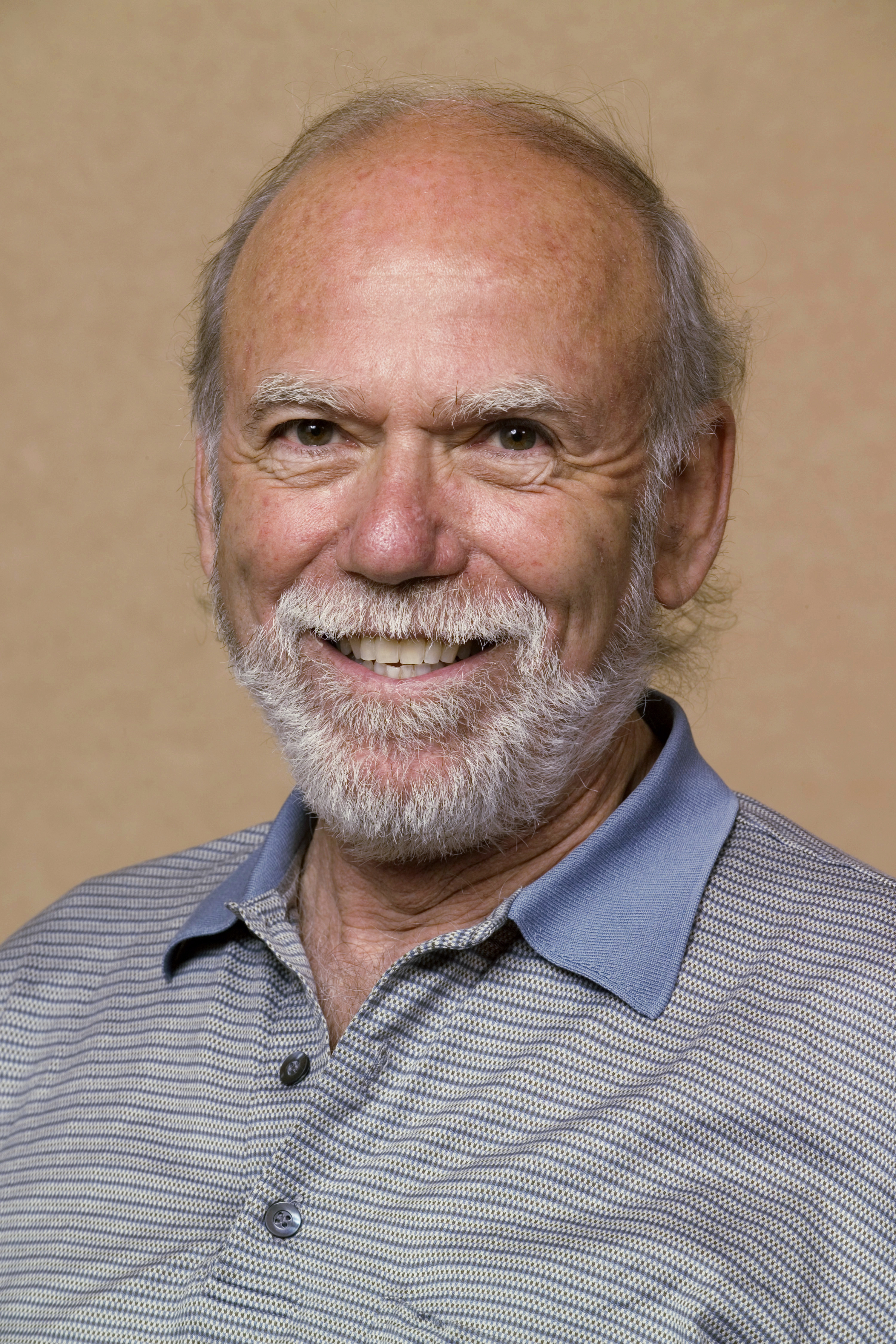
Barry Barish (2005)

Barry Clark Barish (* 27. Januar 1936 in Omaha, Nebraska) ist ein US-amerikanischer Physiker. 2017 wurde ihm gemeinsam mit Rainer Weiss und Kip Thorne der Nobelpreis für Physik für entscheidende Beiträge zum LIGO-Detektor und die Beobachtung von Gravitationswellen zuerkannt.

## Leben und Wirken
Barish besuchte die Schule in Los Angeles und studierte Physik an der University of California, Berkeley, mit dem Bachelor-Abschluss 1957 und der Promotion in experimenteller Hochenergiephysik 1962. Ab 1962 war er am Caltech, wo er 1966 Assistant Professor, 1969 Associate Professor und 1972 Professor wurde. 1991 wurde er Maxine and Ronald Linde Professor. 2005 wurde er Professor Emeritus.
Ab 1963 und in den 1970er Jahren war er am Fermilab an Hochenergie-Neutrino-Experimenten beteiligt, die zu den ersten Experimenten gehörten, bei denen neutrale schwache Ströme der elektroschwachen Wechselwirkung nachgewiesen wurden. Auch frühe Hinweise auf die Quarkstruktur der Nukleonen wurde in diesen Experimenten gefunden. In den 1980er Jahren initiierte er Untergrundexperimente zur Suche nach magnetischen Monopolen und anderen hypothetischen Teilchen (umgesetzt an Laboratori Nazionali del Gran Sasso in Italien, MACRO für Monopole, Astrophysics and Cosmic Ray Observatory) und war damit an der Front der Astroteilchenphysik. MACRO fand zwar keine magnetischen Monopole, lieferte aber Hinweise auf Neutrinomassen.
Anfang der 1990er Jahre war er einer der Leiter der Konstruktion beiden GEM (Gammas, Electrons, Muons) Detektoren für das geplante, aber am Ende nicht realisierte Superconducting Super Collider Projekt. Wesentliche Teile des Projekts und viele der Mitarbeiter fanden Eingang in den späteren LHC Detektor.
1994 wurde er Principal Investigator bei LIGO und 1997 bis 2005 war er dessen Direktor. Er baute das Experiment von der Finanzierung über die Konstruktion der Laser-Interferometer bis zur Organisation der internationalen Kollaboration von über 1000 Mitarbeitern auf. Der Advanced Proposal von LIGO wurde noch in seiner Zeit als Direktor erstellt. 2015 gelang mit LIGO der erste direkte Nachweis von Gravitationswellen und des Verschmelzens zweier schwarzer Löcher. Die Entdeckung wurde im Februar 2016 der Öffentlichkeit bekanntgegeben (und von Barish am CERN präsentiert).
Er war 2006 bis 2013 Direktor des Global Design Effort für den International Linear Collider, der denselben Energiebereich wie der LHC erkunden soll, nur mit höherer Präzision. Von 2001 bis 2002 war er Ko-Direktor im Komitee des High Energy Physics Advisory Panel (HEPAP), der die langfristige Strategie der Hochenergiephysik in den USA plant.

## Auszeichnungen und Mitgliedschaften
2002 erhielt er den Klopsteg Memorial Award der American Association of Physics Teachers. 2007 hielt er die Van Vleck Lectures. 2016 wurde er gemeinsam mit Adalberto Giazotto mit dem Premio Enrico Fermi ausgezeichnet für ihren Anteil an der Entdeckung der Gravitationswellen und der Entdeckung von verschmelzenden Schwarzen Löchern (binary black hole mergers) (Laudatio). Im Jahr 2017 erhielt er die Henry-Draper-Medaille, den Prinzessin-von-Asturien-Preis sowie den Cocconi-Preis der Europäischen Physikalischen Gesellschaft und den Fudan-Zhonghi Science Award der Universität Fudan. Ebenfalls im Jahr 2017 erhielt Barish zusammen mit Kip S. Thorne und Rainer Weiss den Nobelpreis für Physik. 2023 wurde er mit der National Medal of Science ausgezeichnet. 
Von 2003 bis 2009 war er im National Science Board. Er ist Mitglied der National Academy of Sciences, der American Academy of Arts and Sciences, der American Association for the Advancement of Science, der American Philosophical Society, auswärtiges Mitglied der Royal Society und Fellow der American Physical Society, deren Präsident er 2011 war. 2019 wurde er als auswärtiges Mitglied in die Russische Akademie der Wissenschaften aufgenommen. Er ist Ehrendoktor in Glasgow, Bologna, der University of Florida, der Southern Methodist University und der Universität Sofia. 